# Tour de Tailandia 2018
La 13.ª edición del Tour de Tailandia se celebró entre 1 al 6 de abril de 2018 en Tailandia con inicio en la ciudad de Pattaya y final en la ciudad de Khon Kaen. La carrera consistió de un total 6 etapas y recorrió una distancia total de 1080,9 km.
La carrera hizo parte del UCI Asia Tour 2018 bajo la categoría 2.1 y fue ganada por el ciclista australiano Benjamin Dyball del equipo St George Continental. El podio lo completaron el ciclista ruso Artem Ovechkin del equipo Terengganu y el ciclista francés Thomas Lebas del equipo Kinan.

## Equipos participantes
Tomaron parte en la carrera 20 equipos: 17 de categoría Continental y 3 selecciones nacionales, quienes conforman un pelotón de 117 ciclistas de los cuales terminaron 108.
| Equipos continentales (17)- 7 Eleven-Cliqq Roadbike Philippines - Drapac-Pat's Veg Holistic Development - Hengxiang Cycling Team - Interpro Stradalli - KFC Cycling Team - Kinan Cycling Team - KSPO-Bianchi Asia - Qinghai Tianyoude - Seoul Cycling Team - Shimano Racing Team - St George Continental Cycling Team - Tabriz Shahrdari - Illuminate - Terengganu Cycling Team - Thailand Continental - Team Ukyo - Vino-Astana Motors Equipos nacionales (3)- Hong Kong - Malasia - Tailandia |
| |

## Recorrido
| Etapa     | Fecha    | Recorrido                                       | type                   | Distancia (km) | Ganador         | Líder           |
| --------- | -------- | ----------------------------------------------- | ---------------------- | -------------- | --------------- | --------------- |
| 1.ª etapa | 1 de abr | Pattaya – Chanthaburi                           | etapa escarpada        | 207,1          | Raymond Kreder  | Raymond Kreder  |
| 2.ª etapa | 2 de abr | Chanthaburi – Aranyaprathet                     | etapa de media montaña | 173            | Shōtarō Iribe   | Shōtarō Iribe   |
| 3.ª etapa | 3 de abr | Aranyaprathet – Parque Nacional de Khao Yai     | etapa de montaña       | 177,7          | Benjamin Dyball | Benjamin Dyball |
| 4.ª etapa | 4 de abr | Parque Nacional de Khao Yai – Nakhon Ratchasima | etapa de media montaña | 183,4          | Martin Laas     | Benjamin Dyball |
| 5.ª etapa | 5 de abr | Nakhon Ratchasima – Roi Et                      | etapa escarpada        | 229            | Martin Laas     | Benjamin Dyball |
| 6.ª etapa | 6 de abr | Roi Et – Khǭnkǣn                                | etapa escarpada        | 110,7          | Martin Laas     | Benjamin Dyball |

## Desarrollo de la carrera

### 1.ª etapa
| Pattaya - Chanthaburi | etapa escarpada | (207,1 km) |

| \| Clasificación de la etapa \| Clasificación de la etapa \| Clasificación de la etapa \| Clasificación de la etapa \| Clasificación de la etapa \| \| Ciclista \| Ciclista \| Equipo \| Tiempo \| \| \| ------------------------- \| ---------------------------- \| --------------------------------- \| ------------------------- \| ------------------------- \| \| 1.º \| Raymond Kreder \| Team Ukyo \| 4 h 19 min 08 s \| \| \| 2.º \| Mohd Zamri Saleh \| Terengganu Cycling Team \| + 0 s \| \| \| 3.º \| Thanawut Sanikwathi \| Thailand Continental Cycling Team \| + 0 s \| \| \| 4.º \| Yasuharu Nakajima \| Kinan Cycling Team \| + 0 s \| \| \| 5.º \| Stepan Astafyev \| Vino-Astana Motors \| + 0 s \| \| \| 6.º \| Abdul Gani \| KFC Cycling Team \| + 0 s \| \| \| 7.º \| Martin Laas \| Illuminate \| + 0 s \| \| \| 8.º \| Seo Joon-yong \| KSPO-Bianchi Asia \| + 0 s \| \| \| 9.º \| Keerati Sukprasart \| Tailandia \| + 0 s \| \| \| 10.º \| Nur Amirul Fakhruddin Mazuki \| Terengganu Cycling Team \| + 0 s \| \| |                              |                                   |                 |
| |                              |                                   |                 |
| Fuente: ProCyclingStats |                              |                                   |                 |
| Clasificación de la etapa |                              |                                   |                 |
| Ciclista | Ciclista                     | Equipo                            | Tiempo          |
| 1.º | Raymond Kreder               | Team Ukyo                         | 4 h 19 min 08 s |
| 2.º | Mohd Zamri Saleh             | Terengganu Cycling Team           | + 0 s           |
| 3.º | Thanawut Sanikwathi          | Thailand Continental Cycling Team | + 0 s           |
| 4.º | Yasuharu Nakajima            | Kinan Cycling Team                | + 0 s           |
| 5.º | Stepan Astafyev              | Vino-Astana Motors                | + 0 s           |
| 6.º | Abdul Gani                   | KFC Cycling Team                  | + 0 s           |
| 7.º | Martin Laas                  | Illuminate                        | + 0 s           |
| 8.º | Seo Joon-yong                | KSPO-Bianchi Asia                 | + 0 s           |
| 9.º | Keerati Sukprasart           | Tailandia                         | + 0 s           |
| 10.º | Nur Amirul Fakhruddin Mazuki | Terengganu Cycling Team           | + 0 s           |

| \| Clasificación general \| Clasificación general \| Clasificación general \| Clasificación general \| Clasificación general \| \| Ciclista \| Ciclista \| Equipo \| Tiempo \| \| \| --------------------- \| --------------------- \| --------------------------------- \| --------------------- \| --------------------- \| \| 1.º \| Raymond Kreder \| Team Ukyo \| 4 h 18 min 58 s \| \| \| 2.º \| Mohd Zamri Saleh \| Terengganu Cycling Team \| + 4 s \| \| \| 3.º \| Martin Laas \| Illuminate \| + 4 s \| \| \| 4.º \| Thanawut Sanikwathi \| Thailand Continental Cycling Team \| + 6 s \| \| \| 5.º \| Park Sung-Baek \| KSPO-Bianchi Asia \| + 7 s \| \| \| 6.º \| Robbie Hucker \| Team Ukyo \| + 7 s \| \| \| 7.º \| Stepan Astafyev \| Vino-Astana Motors \| + 8 s \| \| \| 8.º \| Saya Kuroeda \| Shimano Racing Team \| + 8 s \| \| \| 9.º \| Yasuharu Nakajima \| Kinan Cycling Team \| + 9 s \| \| \| 10.º \| Simon Pellaud \| Illuminate \| + 9 s \| \| |                     |                                   |                 |
| |                     |                                   |                 |
| Fuente: ProCyclingStats |                     |                                   |                 |
| Clasificación general |                     |                                   |                 |
| Ciclista | Ciclista            | Equipo                            | Tiempo          |
| 1.º | Raymond Kreder      | Team Ukyo                         | 4 h 18 min 58 s |
| 2.º | Mohd Zamri Saleh    | Terengganu Cycling Team           | + 4 s           |
| 3.º | Martin Laas         | Illuminate                        | + 4 s           |
| 4.º | Thanawut Sanikwathi | Thailand Continental Cycling Team | + 6 s           |
| 5.º | Park Sung-Baek      | KSPO-Bianchi Asia                 | + 7 s           |
| 6.º | Robbie Hucker       | Team Ukyo                         | + 7 s           |
| 7.º | Stepan Astafyev     | Vino-Astana Motors                | + 8 s           |
| 8.º | Saya Kuroeda        | Shimano Racing Team               | + 8 s           |
| 9.º | Yasuharu Nakajima   | Kinan Cycling Team                | + 9 s           |
| 10.º | Simon Pellaud       | Illuminate                        | + 9 s           |

### 2.ª etapa
| Chanthaburi - Aranyaprathet | etapa de media montaña | (173 km) |

| \| Clasificación de la etapa \| Clasificación de la etapa \| Clasificación de la etapa \| Clasificación de la etapa \| Clasificación de la etapa \| \| Ciclista \| Ciclista \| Equipo \| Tiempo \| \| \| ------------------------- \| ------------------------- \| --------------------------------- \| ------------------------- \| ------------------------- \| \| 1.º \| Shōtarō Iribe \| Shimano Racing Team \| 3 h 55 min 07 s \| \| \| 2.º \| Camilo Castiblanco \| Illuminate \| + 0 s \| \| \| 3.º \| Sarawut Sirironnachai \| Thailand Continental Cycling Team \| + 0 s \| \| \| 4.º \| Martin Laas \| Illuminate \| + 4 s \| \| \| 5.º \| Yasuharu Nakajima \| Kinan Cycling Team \| + 4 s \| \| \| 6.º \| Park Sung-Baek \| KSPO-Bianchi Asia \| + 4 s \| \| \| 7.º \| Takuma Akita \| Shimano Racing Team \| + 4 s \| \| \| 8.º \| Yonathan Monsalve \| Qinghai Tianyoude \| + 4 s \| \| \| 9.º \| Arman Kamyshev \| Vino-Astana Motors \| + 4 s \| \| \| 10.º \| Andris Vosekalns \| Hengxiang Cycling Team \| + 4 s \| \| |                       |                                   |                 |
| |                       |                                   |                 |
| Fuente: ProCyclingStats |                       |                                   |                 |
| Clasificación de la etapa |                       |                                   |                 |
| Ciclista | Ciclista              | Equipo                            | Tiempo          |
| 1.º | Shōtarō Iribe         | Shimano Racing Team               | 3 h 55 min 07 s |
| 2.º | Camilo Castiblanco    | Illuminate                        | + 0 s           |
| 3.º | Sarawut Sirironnachai | Thailand Continental Cycling Team | + 0 s           |
| 4.º | Martin Laas           | Illuminate                        | + 4 s           |
| 5.º | Yasuharu Nakajima     | Kinan Cycling Team                | + 4 s           |
| 6.º | Park Sung-Baek        | KSPO-Bianchi Asia                 | + 4 s           |
| 7.º | Takuma Akita          | Shimano Racing Team               | + 4 s           |
| 8.º | Yonathan Monsalve     | Qinghai Tianyoude                 | + 4 s           |
| 9.º | Arman Kamyshev        | Vino-Astana Motors                | + 4 s           |
| 10.º | Andris Vosekalns      | Hengxiang Cycling Team            | + 4 s           |

| \| Clasificación general \| Clasificación general \| Clasificación general \| Clasificación general \| Clasificación general \| \| Ciclista \| Ciclista \| Equipo \| Tiempo \| \| \| --------------------- \| --------------------- \| --------------------------------- \| --------------------- \| --------------------- \| \| 1.º \| Shōtarō Iribe \| Shimano Racing Team \| 8 h 14 min 04 s \| \| \| 2.º \| Sarawut Sirironnachai \| Thailand Continental Cycling Team \| + 4 s \| \| \| 3.º \| Raymond Kreder \| Team Ukyo \| + 5 s \| \| \| 4.º \| Camilo Castiblanco \| Illuminate \| + 5 s \| \| \| 5.º \| Martin Laas \| Illuminate \| + 9 s \| \| \| 6.º \| Mohd Zamri Saleh \| Terengganu Cycling Team \| + 9 s \| \| \| 7.º \| Park Sung-Baek \| KSPO-Bianchi Asia \| + 12 s \| \| \| 8.º \| Robbie Hucker \| Team Ukyo \| + 12 s \| \| \| 9.º \| Yan Meng \| Hengxiang Cycling Team \| + 12 s \| \| \| 10.º \| Stepan Astafyev \| Vino-Astana Motors \| + 13 s \| \| |                       |                                   |                 |
| |                       |                                   |                 |
| Fuente: ProCyclingStats |                       |                                   |                 |
| Clasificación general |                       |                                   |                 |
| Ciclista | Ciclista              | Equipo                            | Tiempo          |
| 1.º | Shōtarō Iribe         | Shimano Racing Team               | 8 h 14 min 04 s |
| 2.º | Sarawut Sirironnachai | Thailand Continental Cycling Team | + 4 s           |
| 3.º | Raymond Kreder        | Team Ukyo                         | + 5 s           |
| 4.º | Camilo Castiblanco    | Illuminate                        | + 5 s           |
| 5.º | Martin Laas           | Illuminate                        | + 9 s           |
| 6.º | Mohd Zamri Saleh      | Terengganu Cycling Team           | + 9 s           |
| 7.º | Park Sung-Baek        | KSPO-Bianchi Asia                 | + 12 s          |
| 8.º | Robbie Hucker         | Team Ukyo                         | + 12 s          |
| 9.º | Yan Meng              | Hengxiang Cycling Team            | + 12 s          |
| 10.º | Stepan Astafyev       | Vino-Astana Motors                | + 13 s          |

### 3.ª etapa
| Aranyaprathet - Parque Nacional de Khao Yai | etapa de montaña | (177,7 km) |

| \| Clasificación de la etapa \| Clasificación de la etapa \| Clasificación de la etapa \| Clasificación de la etapa \| Clasificación de la etapa \| \| Ciclista \| Ciclista \| Equipo \| Tiempo \| \| \| ------------------------- \| ------------------------- \| --------------------------------------------- \| ------------------------- \| ------------------------- \| \| 1.º \| Benjamin Dyball \| St George Continental Cycling Team \| 4 h 16 min 52 s \| \| \| 2.º \| Artiom Ovechkin \| Terengganu Cycling Team \| + 12 s \| \| \| 3.º \| Thomas Lebas \| Kinan Cycling Team \| + 12 s \| \| \| 4.º \| Evgeny Nepomnyachshiy \| Vino-Astana Motors \| + 2 min 06 s \| \| \| 5.º \| Yonathan Monsalve \| Qinghai Tianyoude \| + 2 min 10 s \| \| \| 6.º \| Sascha Bondarenko-Edwards \| Drapac-EF p/b Cannondale Holistic Development \| + 2 min 10 s \| \| \| 7.º \| Robbie Hucker \| Team Ukyo \| + 2 min 10 s \| \| \| 8.º \| Salvador Guardiola \| Kinan Cycling Team \| + 2 min 10 s \| \| \| 9.º \| Keerati Sukprasart \| Tailandia \| + 2 min 10 s \| \| \| 10.º \| Sarawut Sirironnachai \| Thailand Continental Cycling Team \| + 2 min 10 s \| \| |                           |                                               |                 |
| |                           |                                               |                 |
| Fuente: ProCyclingStats |                           |                                               |                 |
| Clasificación de la etapa |                           |                                               |                 |
| Ciclista | Ciclista                  | Equipo                                        | Tiempo          |
| 1.º | Benjamin Dyball           | St George Continental Cycling Team            | 4 h 16 min 52 s |
| 2.º | Artiom Ovechkin           | Terengganu Cycling Team                       | + 12 s          |
| 3.º | Thomas Lebas              | Kinan Cycling Team                            | + 12 s          |
| 4.º | Evgeny Nepomnyachshiy     | Vino-Astana Motors                            | + 2 min 06 s    |
| 5.º | Yonathan Monsalve         | Qinghai Tianyoude                             | + 2 min 10 s    |
| 6.º | Sascha Bondarenko-Edwards | Drapac-EF p/b Cannondale Holistic Development | + 2 min 10 s    |
| 7.º | Robbie Hucker             | Team Ukyo                                     | + 2 min 10 s    |
| 8.º | Salvador Guardiola        | Kinan Cycling Team                            | + 2 min 10 s    |
| 9.º | Keerati Sukprasart        | Tailandia                                     | + 2 min 10 s    |
| 10.º | Sarawut Sirironnachai     | Thailand Continental Cycling Team             | + 2 min 10 s    |

| \| Clasificación general \| Clasificación general \| Clasificación general \| Clasificación general \| Clasificación general \| \| Ciclista \| Ciclista \| Equipo \| Tiempo \| \| \| --------------------- \| ------------------------- \| --------------------------------------------- \| --------------------- \| --------------------- \| \| 1.º \| Benjamin Dyball \| St George Continental Cycling Team \| 12 h 31 min 01 s \| \| \| 2.º \| Artiom Ovechkin \| Terengganu Cycling Team \| + 16 s \| \| \| 3.º \| Thomas Lebas \| Kinan Cycling Team \| + 18 s \| \| \| 4.º \| Sarawut Sirironnachai \| Thailand Continental Cycling Team \| + 2 min 09 s \| \| \| 5.º \| Camilo Castiblanco \| Illuminate \| + 2 min 10 s \| \| \| 6.º \| Evgeny Nepomnyachshiy \| Vino-Astana Motors \| + 2 min 16 s \| \| \| 7.º \| Robbie Hucker \| Team Ukyo \| + 2 min 17 s \| \| \| 8.º \| Liu Jianpeng \| Hengxiang Cycling Team \| + 2 min 18 s \| \| \| 9.º \| Sascha Bondarenko-Edwards \| Drapac-EF p/b Cannondale Holistic Development \| + 2 min 20 s \| \| \| 10.º \| Keerati Sukprasart \| Tailandia \| + 2 min 20 s \| \| |                           |                                               |                  |
| |                           |                                               |                  |
| Fuente: ProCyclingStats |                           |                                               |                  |
| Clasificación general |                           |                                               |                  |
| Ciclista | Ciclista                  | Equipo                                        | Tiempo           |
| 1.º | Benjamin Dyball           | St George Continental Cycling Team            | 12 h 31 min 01 s |
| 2.º | Artiom Ovechkin           | Terengganu Cycling Team                       | + 16 s           |
| 3.º | Thomas Lebas              | Kinan Cycling Team                            | + 18 s           |
| 4.º | Sarawut Sirironnachai     | Thailand Continental Cycling Team             | + 2 min 09 s     |
| 5.º | Camilo Castiblanco        | Illuminate                                    | + 2 min 10 s     |
| 6.º | Evgeny Nepomnyachshiy     | Vino-Astana Motors                            | + 2 min 16 s     |
| 7.º | Robbie Hucker             | Team Ukyo                                     | + 2 min 17 s     |
| 8.º | Liu Jianpeng              | Hengxiang Cycling Team                        | + 2 min 18 s     |
| 9.º | Sascha Bondarenko-Edwards | Drapac-EF p/b Cannondale Holistic Development | + 2 min 20 s     |
| 10.º | Keerati Sukprasart        | Tailandia                                     | + 2 min 20 s     |

### 4.ª etapa
| Parque Nacional de Khao Yai - Nakhon Ratchasima | etapa de media montaña | (183,4 km) |

| \| Clasificación de la etapa \| Clasificación de la etapa \| Clasificación de la etapa \| Clasificación de la etapa \| Clasificación de la etapa \| \| Ciclista \| Ciclista \| Equipo \| Tiempo \| \| \| ------------------------- \| ------------------------- \| --------------------------------------------- \| ------------------------- \| ------------------------- \| \| 1.º \| Martin Laas \| Illuminate \| 4 h 08 min 56 s \| \| \| 2.º \| Mohd Zamri Saleh \| Terengganu Cycling Team \| + 0 s \| \| \| 3.º \| Raymond Kreder \| Team Ukyo \| + 0 s \| \| \| 4.º \| Yasuharu Nakajima \| Kinan Cycling Team \| + 0 s \| \| \| 5.º \| Andris Vosekalns \| Hengxiang Cycling Team \| + 0 s \| \| \| 6.º \| Abdul Gani \| KFC Cycling Team \| + 0 s \| \| \| 7.º \| Liam Magennis \| Drapac-EF p/b Cannondale Holistic Development \| + 0 s \| \| \| 8.º \| Elmi Jumari \| Malasia \| + 0 s \| \| \| 9.º \| Ralph Monsalve \| Qinghai Tianyoude \| + 0 s \| \| \| 10.º \| Park Sung-Baek \| KSPO-Bianchi Asia \| + 0 s \| \| |                   |                                               |                 |
| |                   |                                               |                 |
| Fuente: ProCyclingStats |                   |                                               |                 |
| Clasificación de la etapa |                   |                                               |                 |
| Ciclista | Ciclista          | Equipo                                        | Tiempo          |
| 1.º | Martin Laas       | Illuminate                                    | 4 h 08 min 56 s |
| 2.º | Mohd Zamri Saleh  | Terengganu Cycling Team                       | + 0 s           |
| 3.º | Raymond Kreder    | Team Ukyo                                     | + 0 s           |
| 4.º | Yasuharu Nakajima | Kinan Cycling Team                            | + 0 s           |
| 5.º | Andris Vosekalns  | Hengxiang Cycling Team                        | + 0 s           |
| 6.º | Abdul Gani        | KFC Cycling Team                              | + 0 s           |
| 7.º | Liam Magennis     | Drapac-EF p/b Cannondale Holistic Development | + 0 s           |
| 8.º | Elmi Jumari       | Malasia                                       | + 0 s           |
| 9.º | Ralph Monsalve    | Qinghai Tianyoude                             | + 0 s           |
| 10.º | Park Sung-Baek    | KSPO-Bianchi Asia                             | + 0 s           |

| \| Clasificación general \| Clasificación general \| Clasificación general \| Clasificación general \| Clasificación general \| \| Ciclista \| Ciclista \| Equipo \| Tiempo \| \| \| --------------------- \| ------------------------- \| --------------------------------------------- \| --------------------- \| --------------------- \| \| 1.º \| Benjamin Dyball \| St George Continental Cycling Team \| 16 h 39 min 57 s \| \| \| 2.º \| Artiom Ovechkin \| Terengganu Cycling Team \| + 16 s \| \| \| 3.º \| Thomas Lebas \| Kinan Cycling Team \| + 18 s \| \| \| 4.º \| Sarawut Sirironnachai \| Thailand Continental Cycling Team \| + 2 min 09 s \| \| \| 5.º \| Camilo Castiblanco \| Illuminate \| + 2 min 10 s \| \| \| 6.º \| Evgeny Nepomnyachshiy \| Vino-Astana Motors \| + 2 min 16 s \| \| \| 7.º \| Robbie Hucker \| Team Ukyo \| + 2 min 17 s \| \| \| 8.º \| Liu Jianpeng \| Hengxiang Cycling Team \| + 2 min 18 s \| \| \| 9.º \| Sascha Bondarenko-Edwards \| Drapac-EF p/b Cannondale Holistic Development \| + 2 min 20 s \| \| \| 10.º \| Yonathan Monsalve \| Qinghai Tianyoude \| + 2 min 20 s \| \| |                           |                                               |                  |
| |                           |                                               |                  |
| Fuente: ProCyclingStats |                           |                                               |                  |
| Clasificación general |                           |                                               |                  |
| Ciclista | Ciclista                  | Equipo                                        | Tiempo           |
| 1.º | Benjamin Dyball           | St George Continental Cycling Team            | 16 h 39 min 57 s |
| 2.º | Artiom Ovechkin           | Terengganu Cycling Team                       | + 16 s           |
| 3.º | Thomas Lebas              | Kinan Cycling Team                            | + 18 s           |
| 4.º | Sarawut Sirironnachai     | Thailand Continental Cycling Team             | + 2 min 09 s     |
| 5.º | Camilo Castiblanco        | Illuminate                                    | + 2 min 10 s     |
| 6.º | Evgeny Nepomnyachshiy     | Vino-Astana Motors                            | + 2 min 16 s     |
| 7.º | Robbie Hucker             | Team Ukyo                                     | + 2 min 17 s     |
| 8.º | Liu Jianpeng              | Hengxiang Cycling Team                        | + 2 min 18 s     |
| 9.º | Sascha Bondarenko-Edwards | Drapac-EF p/b Cannondale Holistic Development | + 2 min 20 s     |
| 10.º | Yonathan Monsalve         | Qinghai Tianyoude                             | + 2 min 20 s     |

### 5.ª etapa
| Nakhon Ratchasima - Roi Et | etapa escarpada | (229 km) |

| \| Clasificación de la etapa \| Clasificación de la etapa \| Clasificación de la etapa \| Clasificación de la etapa \| Clasificación de la etapa \| \| Ciclista \| Ciclista \| Equipo \| Tiempo \| \| \| ------------------------- \| ------------------------- \| --------------------------------------------- \| ------------------------- \| ------------------------- \| \| 1.º \| Martin Laas \| Illuminate \| 4 h 57 min 52 s \| \| \| 2.º \| Raymond Kreder \| Team Ukyo \| + 0 s \| \| \| 3.º \| Park Sung-Baek \| KSPO-Bianchi Asia \| + 0 s \| \| \| 4.º \| Mohd Zamri Saleh \| Terengganu Cycling Team \| + 0 s \| \| \| 5.º \| Abdul Gani \| KFC Cycling Team \| + 0 s \| \| \| 6.º \| Yasuharu Nakajima \| Kinan Cycling Team \| + 0 s \| \| \| 7.º \| Ralph Monsalve \| Qinghai Tianyoude \| + 0 s \| \| \| 8.º \| Sascha Bondarenko-Edwards \| Drapac-EF p/b Cannondale Holistic Development \| + 0 s \| \| \| 9.º \| Robbie Hucker \| Team Ukyo \| + 0 s \| \| \| 10.º \| Choi Hiu Fung \| Hong Kong \| + 0 s \| \| |                           |                                               |                 |
| |                           |                                               |                 |
| Fuente: ProCyclingStats |                           |                                               |                 |
| Clasificación de la etapa |                           |                                               |                 |
| Ciclista | Ciclista                  | Equipo                                        | Tiempo          |
| 1.º | Martin Laas               | Illuminate                                    | 4 h 57 min 52 s |
| 2.º | Raymond Kreder            | Team Ukyo                                     | + 0 s           |
| 3.º | Park Sung-Baek            | KSPO-Bianchi Asia                             | + 0 s           |
| 4.º | Mohd Zamri Saleh          | Terengganu Cycling Team                       | + 0 s           |
| 5.º | Abdul Gani                | KFC Cycling Team                              | + 0 s           |
| 6.º | Yasuharu Nakajima         | Kinan Cycling Team                            | + 0 s           |
| 7.º | Ralph Monsalve            | Qinghai Tianyoude                             | + 0 s           |
| 8.º | Sascha Bondarenko-Edwards | Drapac-EF p/b Cannondale Holistic Development | + 0 s           |
| 9.º | Robbie Hucker             | Team Ukyo                                     | + 0 s           |
| 10.º | Choi Hiu Fung             | Hong Kong                                     | + 0 s           |

| \| Clasificación general \| Clasificación general \| Clasificación general \| Clasificación general \| Clasificación general \| \| Ciclista \| Ciclista \| Equipo \| Tiempo \| \| \| --------------------- \| ---------------------------- \| --------------------------------------------- \| --------------------- \| --------------------- \| \| 1.º \| Benjamin Dyball \| St George Continental Cycling Team \| 21 h 37 min 49 s \| \| \| 2.º \| Artiom Ovechkin \| Terengganu Cycling Team \| + 16 s \| \| \| 3.º \| Thomas Lebas \| Kinan Cycling Team \| + 18 s \| \| \| 4.º \| Liu Jianpeng \| Hengxiang Cycling Team \| + 2 min 09 s \| \| \| 5.º \| Sarawut Sirironnachai \| Thailand Continental Cycling Team \| + 2 min 09 s \| \| \| 6.º \| Camilo Castiblanco \| Illuminate \| + 2 min 10 s \| \| \| 7.º \| Thurakit Boonratanathanakorn \| Thailand Continental Cycling Team \| + 2 min 15 s \| \| \| 8.º \| Evgeny Nepomnyachshiy \| Vino-Astana Motors \| + 2 min 16 s \| \| \| 9.º \| Robbie Hucker \| Team Ukyo \| + 2 min 17 s \| \| \| 10.º \| Sascha Bondarenko-Edwards \| Drapac-EF p/b Cannondale Holistic Development \| + 2 min 20 s \| \| |                              |                                               |                  |
| |                              |                                               |                  |
| Fuente: ProCyclingStats |                              |                                               |                  |
| Clasificación general |                              |                                               |                  |
| Ciclista | Ciclista                     | Equipo                                        | Tiempo           |
| 1.º | Benjamin Dyball              | St George Continental Cycling Team            | 21 h 37 min 49 s |
| 2.º | Artiom Ovechkin              | Terengganu Cycling Team                       | + 16 s           |
| 3.º | Thomas Lebas                 | Kinan Cycling Team                            | + 18 s           |
| 4.º | Liu Jianpeng                 | Hengxiang Cycling Team                        | + 2 min 09 s     |
| 5.º | Sarawut Sirironnachai        | Thailand Continental Cycling Team             | + 2 min 09 s     |
| 6.º | Camilo Castiblanco           | Illuminate                                    | + 2 min 10 s     |
| 7.º | Thurakit Boonratanathanakorn | Thailand Continental Cycling Team             | + 2 min 15 s     |
| 8.º | Evgeny Nepomnyachshiy        | Vino-Astana Motors                            | + 2 min 16 s     |
| 9.º | Robbie Hucker                | Team Ukyo                                     | + 2 min 17 s     |
| 10.º | Sascha Bondarenko-Edwards    | Drapac-EF p/b Cannondale Holistic Development | + 2 min 20 s     |

### 6.ª etapa
| Roi Et - Khǭnkǣn | etapa escarpada | (110,7 km) |

| \| Clasificación de la etapa \| Clasificación de la etapa \| Clasificación de la etapa \| Clasificación de la etapa \| Clasificación de la etapa \| \| Ciclista \| Ciclista \| Equipo \| Tiempo \| \| \| ------------------------- \| ------------------------- \| --------------------------------------------- \| ------------------------- \| ------------------------- \| \| 1.º \| Martin Laas \| Illuminate \| 2 h 23 min 15 s \| \| \| 2.º \| Takuma Akita \| Shimano Racing Team \| + 0 s \| \| \| 3.º \| Raymond Kreder \| Team Ukyo \| + 0 s \| \| \| 4.º \| Yasuharu Nakajima \| Kinan Cycling Team \| + 0 s \| \| \| 5.º \| Zisen Li \| Qinghai Tianyoude \| + 0 s \| \| \| 6.º \| Dominic Perez \| 7 Eleven-Cliqq Roadbike Philippines \| + 0 s \| \| \| 7.º \| Alexander Smyth \| Drapac-EF p/b Cannondale Holistic Development \| + 0 s \| \| \| 8.º \| Camilo Castiblanco \| Illuminate \| + 0 s \| \| \| 9.º \| Liu Jianpeng \| Hengxiang Cycling Team \| + 0 s \| \| \| 10.º \| Mohd Zamri Saleh \| Terengganu Cycling Team \| + 0 s \| \| |                    |                                               |                 |
| |                    |                                               |                 |
| Fuente: ProCyclingStats |                    |                                               |                 |
| Clasificación de la etapa |                    |                                               |                 |
| Ciclista | Ciclista           | Equipo                                        | Tiempo          |
| 1.º | Martin Laas        | Illuminate                                    | 2 h 23 min 15 s |
| 2.º | Takuma Akita       | Shimano Racing Team                           | + 0 s           |
| 3.º | Raymond Kreder     | Team Ukyo                                     | + 0 s           |
| 4.º | Yasuharu Nakajima  | Kinan Cycling Team                            | + 0 s           |
| 5.º | Zisen Li           | Qinghai Tianyoude                             | + 0 s           |
| 6.º | Dominic Perez      | 7 Eleven-Cliqq Roadbike Philippines           | + 0 s           |
| 7.º | Alexander Smyth    | Drapac-EF p/b Cannondale Holistic Development | + 0 s           |
| 8.º | Camilo Castiblanco | Illuminate                                    | + 0 s           |
| 9.º | Liu Jianpeng       | Hengxiang Cycling Team                        | + 0 s           |
| 10.º | Mohd Zamri Saleh   | Terengganu Cycling Team                       | + 0 s           |

## Clasificaciones finales
Las clasificaciones finalizaron de la siguiente forma:

### Clasificación general
| \| Clasificación general \| Clasificación general \| Clasificación general \| Clasificación general \| Clasificación general \| \| Ciclista \| Ciclista \| Equipo \| Tiempo \| \| \| --------------------- \| ---------------------------- \| ---------------------------------- \| --------------------- \| --------------------- \| \| 1.º \| Benjamin Dyball \| St George Continental Cycling Team \| 24 h 01 min 04 s \| \| \| 2.º \| Artiom Ovechkin \| Terengganu Cycling Team \| + 16 s \| \| \| 3.º \| Thomas Lebas \| Kinan Cycling Team \| + 18 s \| \| \| 4.º \| Camilo Castiblanco \| Illuminate \| + 2 min 09 s \| \| \| 5.º \| Liu Jianpeng \| Hengxiang Cycling Team \| + 2 min 09 s \| \| \| 6.º \| Sarawut Sirironnachai \| Thailand Continental Cycling Team \| + 2 min 09 s \| \| \| 7.º \| Robbie Hucker \| Team Ukyo \| + 2 min 14 s \| \| \| 8.º \| Thurakit Boonratanathanakorn \| Thailand Continental Cycling Team \| + 2 min 15 s \| \| \| 9.º \| Evgeny Nepomnyachshiy \| Vino-Astana Motors \| + 2 min 16 s \| \| \| 10.º \| Félix Barón \| Illuminate \| + 2 min 16 s \| \| |                              |                                    |                  |
| |                              |                                    |                  |
| Fuente: ProCyclingStats |                              |                                    |                  |
| Clasificación general |                              |                                    |                  |
| Ciclista | Ciclista                     | Equipo                             | Tiempo           |
| 1.º | Benjamin Dyball              | St George Continental Cycling Team | 24 h 01 min 04 s |
| 2.º | Artiom Ovechkin              | Terengganu Cycling Team            | + 16 s           |
| 3.º | Thomas Lebas                 | Kinan Cycling Team                 | + 18 s           |
| 4.º | Camilo Castiblanco           | Illuminate                         | + 2 min 09 s     |
| 5.º | Liu Jianpeng                 | Hengxiang Cycling Team             | + 2 min 09 s     |
| 6.º | Sarawut Sirironnachai        | Thailand Continental Cycling Team  | + 2 min 09 s     |
| 7.º | Robbie Hucker                | Team Ukyo                          | + 2 min 14 s     |
| 8.º | Thurakit Boonratanathanakorn | Thailand Continental Cycling Team  | + 2 min 15 s     |
| 9.º | Evgeny Nepomnyachshiy        | Vino-Astana Motors                 | + 2 min 16 s     |
| 10.º | Félix Barón                  | Illuminate                         | + 2 min 16 s     |

### Clasificación por puntos
| Clasificación por puntos | Clasificación por puntos | Clasificación por puntos          | Clasificación por puntos | Clasificación por puntos |
| Ciclista                 | Ciclista                 | Equipo                            | Puntos                   |                          |
| ------------------------ | ------------------------ | --------------------------------- | ------------------------ | ------------------------ |
| 1.º                      | Martin Laas              | Illuminate                        | 82 pts                   |                          |
| 2.º                      | Yasuharu Nakajima        | Kinan Cycling Team                | 61 pts                   |                          |
| 3.º                      | Raymond Kreder           | Team Ukyo                         | 56 pts                   |                          |
| 4.º                      | Mohd Zamri Saleh         | Terengganu Cycling Team           | 46 pts                   |                          |
| 5.º                      | Park Sung-Baek           | KSPO-Bianchi Asia                 | 39 pts                   |                          |
| 6.º                      | Robbie Hucker            | Team Ukyo                         | 32 pts                   |                          |
| 7.º                      | Abdul Gani               | KFC Cycling Team                  | 32 pts                   |                          |
| 8.º                      | Sarawut Sirironnachai    | Thailand Continental Cycling Team | 27 pts                   |                          |
| 9.º                      | Takuma Akita             | Shimano Racing Team               | 27 pts                   |                          |
| 10.º                     | Liu Jianpeng             | Hengxiang Cycling Team            | 25 pts                   |                          |

### Clasificación de la montaña
| Clasificación de la montaña | Clasificación de la montaña | Clasificación de la montaña        | Clasificación de la montaña | Clasificación de la montaña |
| Ciclista                    | Ciclista                    | Equipo                             | Puntos                      |                             |
| --------------------------- | --------------------------- | ---------------------------------- | --------------------------- | --------------------------- |
| 1.º                         | Benjamin Dyball             | St George Continental Cycling Team | 28 pts                      |                             |
| 2.º                         | Artiom Ovechkin             | Terengganu Cycling Team            | 20 pts                      |                             |
| 3.º                         | Thomas Lebas                | Kinan Cycling Team                 | 20 pts                      |                             |
| 4.º                         | Min Kyeong-ho               | Seoul Cycling Team                 | 11 pts                      |                             |
| 5.º                         | Maral-Erdene Batmunkh       | Terengganu Cycling Team            | 10 pts                      |                             |
| 6.º                         | Evgeny Nepomnyachshiy       | Vino-Astana Motors                 | 6 pts                       |                             |
| 7.º                         | Daniel Whitehouse           | Interpro Stradalli                 | 6 pts                       |                             |
| 8.º                         | Félix Barón                 | Illuminate                         | 4 pts                       |                             |
| 9.º                         | Yonathan Monsalve           | Qinghai Tianyoude                  | 4 pts                       |                             |
| 10.º                        | Soon Young Kwon             | KSPO-Bianchi Asia                  | 4 pts                       |                             |

### Clasificación por equipos
| Clasificación por equipos | Clasificación por equipos           | Clasificación por equipos | Clasificación por equipos |
| Equipo                    | Equipo                              | Tiempo                    |                           |
| ------------------------- | ----------------------------------- | ------------------------- | ------------------------- |
| 1.º                       | Kinan Cycling Team                  | 72 h 08 min 24 s          |                           |
| 2.º                       | Thailand Continental                | + 1 min 44 s              |                           |
| 3.º                       | St George Continental Cycling Team  | + 3 min 37 s              |                           |
| 4.º                       | Terengganu Cycling Team             | + 3 min 49 s              |                           |
| 5.º                       | KFC Cycling Team                    | + 4 min 07 s              |                           |
| 6.º                       | 7 Eleven-Cliqq Roadbike Philippines | + 4 min 07 s              |                           |
| 7.º                       | Illuminate                          | + 5 min 43 s              |                           |
| 8.º                       | Vino-Astana Motors                  | + 5 min 43 s              |                           |
| 9.º                       | Team Ukyo                           | + 6 min 44 s              |                           |
| 10.º                      | KSPO-Bianchi Asia                   | + 6 min 57 s              |                           |

## Evolución de las clasificaciones
| Etapa                   | Vencedor                | Clasificación general | Clasificación por puntos | Clasificación de la montaña | Clasificación mejor asiático | Clasificación por equipos |
| ----------------------- | ----------------------- | --------------------- | ------------------------ | --------------------------- | ---------------------------- | ------------------------- |
| 1.ª                     | Raymond Kreder          | Raymond Kreder        | Martin Laas              | No entregado                | Mohd Zamri Saleh             | Tailandia                 |
| 2.ª                     | Shotaro Iribe           | Shotaro Iribe         | Martin Laas              | Min Kyeong-ho               | Shotaro Iribe                | Shimano Racing            |
| 3.ª                     | Benjamin Dyball         | Benjamin Dyball       | Martin Laas              | Benjamin Dyball             | Sarawut Sirironnachai        | Kinan                     |
| 4.ª                     | Martin Laas             | Benjamin Dyball       | Martin Laas              | Benjamin Dyball             | Sarawut Sirironnachai        | Kinan                     |
| 5.ª                     | Martin Laas             | Benjamin Dyball       | Martin Laas              | Benjamin Dyball             | Jianpeng Liu                 | Kinan                     |
| 6.ª                     | Martin Laas             | Benjamin Dyball       | Martin Laas              | Benjamin Dyball             | Jianpeng Liu                 | Kinan                     |
| Clasificaciones finales | Clasificaciones finales | Benjamin Dyball       | Martin Laas              | Benjamin Dyball             | Jianpeng Liu                 | Kinan                     |

## UCI World Ranking
El Tour de Tailandia otorga puntos para el UCI Asia Tour 2018 y el UCI World Ranking, este último para corredores de los equipos en las categorías UCI ProTeam, Profesional Continental y Equipos Continentales. Las siguientes tablas muestran el baremo de puntuación y los 10 corredores que obtuvieron más puntos:
| Posición              | 1.º | 2.º | 3.º | 4.º | 5.º | 6.º | 7.º | 8.º | 9.º | 10.º | 11.º | 12.º | 13.º-15.º | 16.º-25.º |
| Clasificación general | 125 | 85  | 70  | 60  | 50  | 40  | 35  | 30  | 25  | 20   | 15   | 10   | 5         | 3         |
| Por etapa             | 14  | 5   | 3   |     |     |     |     |     |     |      |      |      |           |           |
| Líder                 | 3   |     |     |     |     |     |     |     |     |      |      |      |           |           |

| Clasificación | Clasificación               | Clasificación         | Clasificación | Clasificación | Clasificación | Clasificación |
| Posición      | Ciclista                    | Equipo                | General       | Etapa         | Líder         | Total         |
| ------------- | --------------------------- | --------------------- | ------------- | ------------- | ------------- | ------------- |
| 1.º           | Benjamin Dyball             | St George Continental | 125           | 14            | 9             | 148           |
| 2.º           | Artem Ovechkin              | Terengganu            | 85            | 5             | -             | 90            |
| 3.º           | Thomas Lebas                | Kinan                 | 70            | 3             | -             | 73            |
| 4.º           | Camilo Castiblanco          | Illuminate            | 60            | -             | -             | 60            |
| 5.º           | Jianpeng Liu                | Hengxiang             | 50            | -             | -             | 50            |
| 6.º           | Sarawut Sirironnachai       | Thailand Continental  | 40            | 3             | -             | 43            |
| 7.º           | Martin Laas                 | Illuminate            | -             | 42            | -             | 42            |
| 8.º           | Robbie Hucker               | Ukyo                  | 35            | -             | -             | 35            |
| 9.º           | Turakit Boonratanathanakorn | Thailand Continental  | 30            | -             | -             | 30            |
| 10.º          | Raymond Kreder              | Ukyo                  | -             | 25            | 3             | 28            |